# Акхисар
Акхиса́р (Ак-Гиссар, Ak-Hissar)  — город и район на западе Турции в провинции Маниса Эгейского региона.
Археологические раскопки показывают, что поселение на месте современного города было ещё в 3000 году до н. э. Акхисар также упоминается в Библии (как Фиатира (греч. Θυάτειρα) — одна из Церквей Апокалипсиса).
В настоящее время Акхисар — важный торговый город. Специализируется на добыче марганцевой руды. Крупный узел автодорог. Торговля табаком (табачное производство составляет 10 % от всего табачного производства страны), хлопком, оливами.

## История
Город Фиатира был важным центром на севере древней Лидии, главным ремеслом его было красильное дело. Исследования говорят о том, что этот регион был под властью Хеттов, затем (приблизительно в 345 году до н. э.) его завоевал Александр Македонский. После он управлялся Селевкидами, Атталидской династией Пергама и царём Понтийским Митридатом, до наступления Римской империи в 80 году до н. э.
После падения Римской империи в 395 году, свои претензии на Фиатиру выразила Византия.
В XI веке н. э. начался приток племён турок-османов и Фиатира в течение двух столетий переходила из состава Византии в состав Турции и обратно. В 13 веке Фиатира становится частью Османской империи, а в 1922 попадает под власть центра региона Айдын Турецкой республики.

## Особенности
В древности Аксисар был важным центром торговли. Он находился на торговых путях от Стамбула до Пергама, Сардов и Эфесом. Город славился своей тканью и глиняной посудой. Город был экономическим центром в течение многих столетий.
Так как город находится на государственном шоссе 565 между Стамбулом и Измиром, двумя важнейшими портами Турции, он привлекает турецких и иностранных инвесторов.

## Исторические места Акхисара
- Могила Государственного Госпиталя

Искусственная могила в городском центре. Однако археологические раскопки показывают, что тут было поселение примерно в 3000 г. до н. э. По-видимому, на этом холме раньше стоял замок с белыми башнями, который и дал название городу (в переводе с турецкого «ak» — «белый», а «hisar» — «замок»).
Холм, на котором стоял замок, послужил Государственному госпиталю во время Второй мировой войны
- Платея Петра

Самая высокая скала на западе Турции. Благодаря своему выгодному стратегическому положению использовалась для охраны города. Попасть на скалу возможно, лишь пройдя вверх по лестнице из 3050 ступеней.
- Лидийские могилы

Могилы, находящиеся рядом с Акхисаром. Так же находятся около деревень Бейоба, Меджидие, Сюлейманлы и Эролу.
- Улуджами (Великая мечеть)

Год постройки неизвестен, но церковь древнее, чем Византийское государство. Возможно, что это одна из Семи Церквей Христианства, преобразована в мечеть в XV веке.
- Библиотека Зенейзалде и мечеть Хашоджа

Построена в 1798 году семьёй Зенейзалде. Располагается в квартале Хашоджа, неподалёку от одноимённой мечети. Согласно переписи книг в 1805 году, фонд библиотеки составлял 923 рукописи. В другой части города располагается студенческая библиотека с тем же названием, построенная в XX веке.
- Еврейское кладбище

Кладбище рядом с Решат Бей Джеметери, приблизительно 673 м²
- Еврейская школа Кайалыоглу

Школа сельского хозяйства, построенная семьёй Кайалыоглу в начале XX века. Здание и прилегающие к нему сады занимают 8100 м².

## Климат
| Показатель              | Янв. | Фев. | Март | Апр. | Май | Июнь | Июль | Авг. | Сен. | Окт. | Нояб. | Дек. | Год |
| ----------------------- | ---- | ---- | ---- | ---- | --- | ---- | ---- | ---- | ---- | ---- | ----- | ---- | --- |
| Абсолютный максимум, °C | 20   | 22   | 30   | 32   | 37  | 41   | 43   | 42   | 38   | 36   | 27    | 22   | 43  |
| Средний максимум, °C    | 10   | 11   | 15   | 20   | 25  | 30   | 33   | 32   | 29   | 22   | 16    | 11   | 21  |
| Средняя температура, °C | 6    | 7    | 10   | 14   | 19  | 23   | 26   | 26   | 22   | 17   | 11    | 7    | 16  |
| Средний минимум, °C     | 1    | 2    | 4    | 8    | 12  | 16   | 19   | 19   | 16   | 11   | 6     | 3    | 10  |
| Абсолютный минимум, °C  | −7   | −8   | −7   | 0    | 1   | 7    | 11   | 12   | 6    | −2   | −7    | −10  | −10 |
| Источник: Weatherbase   |      |      |      |      |     |      |      |      |      |      |       |      |     |

## Города-побратимы
Акхисар состоит в дружеских взаимоотношениях со следующими городами-побратимами:
- Антверпен, Бельгия
- Брюссель, Бельгия
- Гостивар, Северная Македония
- Доньи-Вакуф, Босния и Герцеговина
- Дуала, Камерун
- Кишинёв, Молдова
- Лима, Перу
- Лозанна, Швейцария
- Маради, Нигер
- Маскат, Оман
- Порту, Португалия